# Bernhard Georg von Scheibler

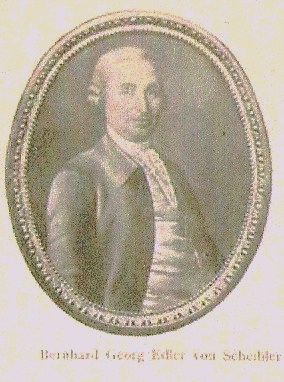
Bernhard Georg von Scheibler

Bernhard Georg von Scheibler  (* 28. Dezember 1724 in Montjoie; † 6. Mai 1786 ebenda) war ein deutscher Tuchfabrikant.

## Leben und Wirken
Der Sohn des Monschauer Tuchfabrikanten Johann Heinrich Scheibler (1705–1765) und der Maria Agnes Offermann, verwitwete Schloesser (1698–1765), wurde wie auch drei seiner jüngeren Brüder im väterlichen Betrieb in den technischen Abläufen und in der Verwaltung der Tuchfabrikation ausgebildet. Nach der Ausbildung übertrug der Vater ihm die Aufgabe, Filialen in den Städten Hagen und Herdecke in der damaligen Grafschaft Mark zu gründen. Diese Fabriken erlangten rasch einen wirtschaftlich angesehenen Ruf und waren sowohl für den Wohlstand der Bevölkerung als auch für die Arbeitsplatzsicherung von großer Bedeutung. König Friedrich der Große ließ per königlichem Erlass von 1752 die Mitarbeiter dieser Fabriken vom Dienst in der Armee freistellen, damit diesen durch den Wehrdienst keine Nachteile entstanden. Ein Jahr später gründete Scheibler zusammen mit dem französischen Kaufmann Delamaison und Angehörigen der Tuchfabrikanten-Familien Harkort und Moll zudem ein Handlungsgeschäft für Siamosen. Diese waren kleinkarierte oder farbig gestreifte Schürzenstoffe und Bettbezüge aus Baumwoll- und Viskosegarnen, benannt nach einem siamesischen Händler, der diese Waren in der zweiten Hälfte des 17. Jahrhunderts nach Frankreich brachte. Diesem Geschäft war allerdings kein längerfristiger Erfolg beschieden und die „Siamoisen-Compagnie“ löste sich 1756 wieder auf.
Da aber auch die Zunftrechte immer mehr Einschränkungen in den Produktionsabläufen mit sich brachten, übertrug Scheibler im gleichen Jahr und zu Beginn des Siebenjährigen Kriegs seine Fabriken in Hagen und Herdecke einem Verwalter und kehrte wieder in das väterliche Stammhaus nach Monschau zurück, da es sich aus seiner Sicht im zunftfreien Monschau günstiger produzieren und besser planen ließ. Nach dem Tod des Vaters im Jahr 1765 übernahm Bernhard Georg die Leitung der Monschauer Tuchfabrik, deren umfangreicher Ausbau mittlerweile durch Großaufträge aus dem gesamten Herzogtum Jülich-Berg erforderlich geworden war. Aber auch Aufträge aus zahlreichen europäischen Staaten sowie den Höfen in Paris und Wien steigerten die Bedeutung der Monschauer Tuche.
In Anerkennung seiner unternehmerischen Verdienste wurde Bernhard Georg Scheibler am 24. Dezember 1781 durch den zuständigen Kurfürsten Karl Theodor zu Pfalz-Bayern als Erster der weit verzweigten Unternehmerfamilie Scheibler in den erblichen Adelsstand erhoben mit der Berechtigung den Titel „Edler“ in seinem Namen zu führen. Wenige Monate später wurde ihm noch eine wertvolle  Medaille mit dem Brustbild des Kurfürsten und seiner Gattin überreicht.

## Familie
Bernhard Georg Edler von Scheibler war verheiratet mit Clara Maria Moll (1733–1802), Tochter eines Tuchfabrikanten aus Hagen, die ihm je vier Töchter und Söhne gebar. Der älteste Sohn, Johann Christian Edler von Scheibler (1754–1787), ebenfalls Tuchfabrikant, erhielt 1783 für seine Verdienste zusätzlich den österreichischen persönlichen Adel zuerkannt. Johann Christians Sohn Bernhard Georg (1783–1860) errichtete im Jahre 1807 in Eupen als erster Fabrikant eine mechanische Wollspinnerei.
Bernhard Georgs zweiter Sohn Bernhard Paul (1758–1805), Vater des späteren Landrates des Kreises Eupen Bernhard von Scheibler, blieb im Monschauer Betrieb tätig. Der dritte Sohn, Karl Wilhelm von Scheibler (1772–1843) entschied sich für eine militärische Laufbahn und brachte es zum Feldmarschallleutnants und  Festungskommandant von Legnano und Josefstadt, wofür er 1814 in den Freiherrenstand erhoben wurde.
Schließlich war es dem vierten Sohn, Friedrich von Scheibler (1777–1824) vorbehalten, die mittlerweile nicht mehr florierenden Betriebe in Hagen und Herdecke zu übernehmen und später nach Iserlohn zu verlagern, um der Tuchproduktion dort zu einer neuen Blütezeit zu verhelfen.